# Dendrocalamus pendulus
Dendrocalamus pendulus är en gräsart som beskrevs av Henry Nicholas Ridley. Dendrocalamus pendulus ingår i släktet Dendrocalamus och familjen gräs. Inga underarter finns listade i Catalogue of Life.